# Майкъл Корди
Майкъл Корди (на английски: Michael Cordy) е британски писател на произведения в жанра трилър.

## Биография и творчество
Майкъл Корди е роден през 1962 г. в Акра, Гана. Прекарва голяма част от детството си както в Западна Африка, така и в Източна Африка, Индия и Кипър. Завършва средно образование в „The King's School“, Кентърбъри, и следва в университетите в Лестър и Дърам. След дипломирането си, десет години работи в областта на маркетинга и рекламата. Подкрепян от съпругата си започва да пише романи.
Първият му роман „Чудото“ е издаден през 1997 г. Д-р Том Картър е изобретател на машина, която може да разчете генетичният код на всеки човек. Когато получава Нобелова награда за медицина, жена му е застреляна, а с апарата открива, че дъщеря му Холи е наследила неизличимо мозъчно заболяване. Необходимо му е чудо като второто пришествие на Исус Христос, за да спаси дъщеря си, заради което се свързва от тайно братство на 2000 години. Романът става бестселър в списъка на „The Sunday Times“, и е публикуван на повече от двадесет и пет езика и в над четиридесет държави по света.
Майкъл Корди живее със семейството си в Лондон.

## Произведения

### Самостоятелни романи
- The Miracle Strain (1997) – издаден и като „The Messiah Code“
Чудото, изд. „Гарант 21“ (1998), прев. Веселин Лаптев
- Crime Zero (1999) – издаден и като „The Crime Code“
Милост за мъжете, изд. „Гарант 21“ (2000), прев. Борис Тодоров
- Lucifer (2001) – издаден и като „The Lucifer Code“
- True (2004) – издаден и като „The Venus Conspiracy“
- The Source (2008)
- The Colour of Death (2011)